# 東普魯士攻勢
東普魯士攻勢是蘇聯紅軍在第二次世界大戰德蘇戰爭中對德意志國防軍發動的戰略性進攻，攻勢由1945年1月13日－1945年4月25日，而有一些德軍單位直至5月9日才投降，柯尼斯堡戰役是攻勢的主要部分，該戰役以蘇聯紅軍全面勝利而結束。
東普魯士攻勢被德國歷史學家稱為第二次東普魯士攻勢。相對應的，第一次東普魯士攻勢（亦被稱為贡宾嫩行動）發生在1944年10月16日－1944年10月27日，由伊萬·切爾尼亞霍夫斯基一級上將指揮的白俄羅斯第3方面軍以作為克萊佩達戰役的一部分實施，蘇軍在該行動中攻入東普魯士及波蘭30公里－60公里，但付出了巨大的傷亡代價，該攻勢因而被推遲直至集結足夠的後備力量為止。

## 東普魯士攻勢

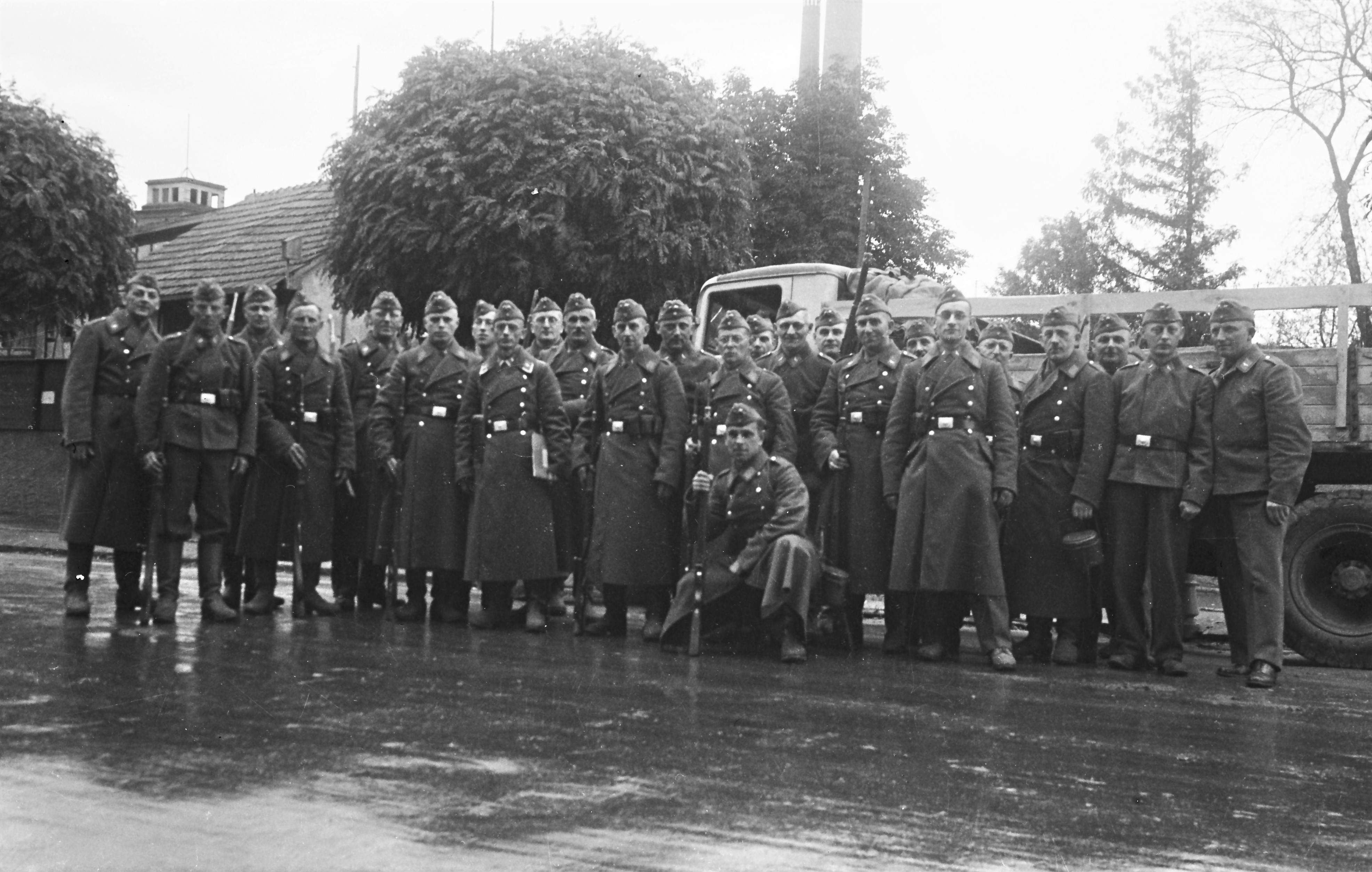
战役前夕驻守东普鲁士的德国国防军空军官兵

該攻勢的主要部分之由伊萬·切爾尼亞霍夫斯基指揮的白俄羅斯第3方面軍實施，其部隊向西進攻喬爾格-漢斯·萊因哈特的德國中央集團軍轄下德國第3裝甲軍團及德國第4軍團駐守的柯尼斯堡。
在北面，切爾尼亞霍夫斯基的右翼，霍夫漢內斯·巴格拉米揚的波羅的海沿岸第1方面軍在涅曼攻擊德國第3裝甲軍團，攻取了在克萊佩達的橋頭堡，切爾尼亞霍夫斯基的左翼是由康斯坦丁·羅科索夫斯基指揮的白俄羅斯第2方面軍，他的部隊向西北通過德國第2軍團的戰線進佔奧得河，從而封鎖整個東普魯士。

### 攻勢開始
蘇軍的攻勢於1月13日在一場猛烈的炮轟中展開，雖然付出了很高的傷亡代價，紅軍仍然穩步地前進，守軍在柯尼斯堡東面的因斯特堡及海爾斯堡築有一系列碉堡工事，隨後數天埃哈德·勞斯的德國第3裝甲軍團大部被消滅或撤入柯尼斯堡，同時弗里德里希·霍斯巴赫的德國第4軍團則被包圍。
羅科索夫斯基在1月14日越過納雷夫河，1月20日他接到命令將其進攻軸心轉向北面的埃尔宾，這突然的轉變令喬爾格-漢斯·萊因哈特及弗里德里希·霍斯巴赫頗感意外；在羅科索夫斯基的右翼，蘇聯第3親衛騎兵軍在1月22日攻佔了阿倫施泰因，威脅霍斯巴赫的側翼，1月24日羅科索夫斯基的坦克前鋒部隊已到處奧得河潟湖的沿岸，切斷了整個德國第4軍團及德國第2軍團其中數個師團與其餘德國部隊的聯繫，這些德軍被圍困在東普魯士中部的口袋中，同一天霍斯巴赫將其部隊從要塞城市克维曾－東普魯士防衛系統的中心，撤出及通過一系列行動向西突圍。
與此同時切爾尼亞霍夫斯基已成功從東方包圍守軍，迫使德國第3裝甲軍團的殘餘退入柯尼斯堡及桑比亞半島，1月28日巴格拉米揚的部隊攻佔克萊佩達，防守該市的3個師之殘餘撤退並重新部署在桑比亞半島以增援守軍。

### 包圍柯尼斯堡及馬莫諾夫口袋

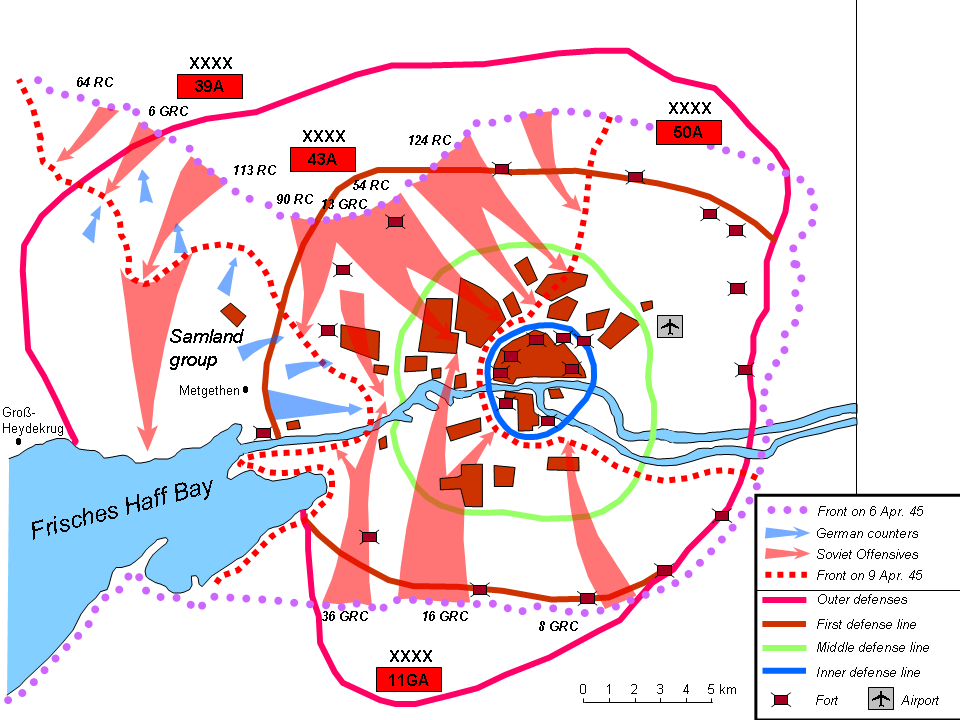
蘇軍從1945年4月6日至4月9日對柯尼斯堡的進攻示意圖

當圍困中央集團軍的殘餘之後，蘇軍集中消滅在東波美拉尼亞的德軍及消除進攻柏林的蘇軍北翼之任何威脅，曾嘗試在東普魯士突圍及救出部隊的萊因哈特及霍斯巴赫，已被解職，集團軍（重新被稱為北方集團軍）現在由洛塔爾·倫杜利克指揮，萊因哈特讓出指揮官時說：「沒有什麼話說」，維斯及其已被擊潰的德國第3裝甲軍團現在已被重組。

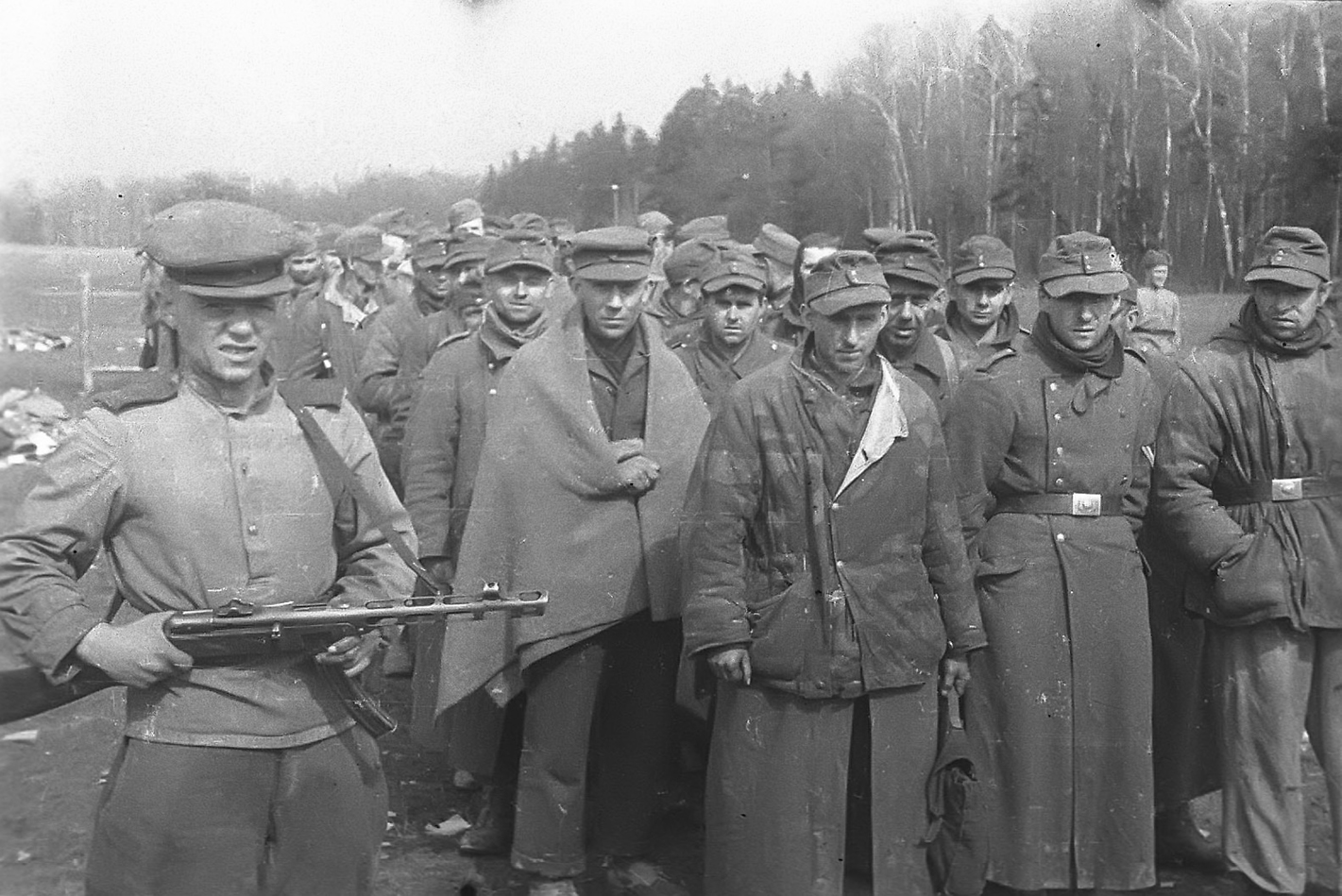
哥尼斯堡守軍投降

守軍在這時被切爾尼亞霍夫斯基指揮的蘇軍切成3部分：
- 第4軍團的15個師被包圍在奧得河潟湖沿岸，現被稱為馬莫諾夫口袋，經過艱苦戰鬥，它們在3月29日被擊潰[10]。
- 第3裝甲軍團的殘餘，在第4軍團的共同指揮下，被孤立在柯尼斯堡，該市在雙方付出巨大代價下於4月9日被蘇軍攻佔，之後在但澤海岸之剩餘德軍被重編入東普魯士軍團及由迪特里希·馮·紹肯指揮。
- 第3批德軍第28軍或桑比亞集群在漢斯·高尼克指揮下，佔領桑比亞半島，而皮勞（今俄羅斯波羅的斯克）則仍在德軍手中，直至4月25日被攻佔為止。

之後德軍仍在奧得河潟湖一帶的沙嘴進行抵抗直至戰爭結束。

## 附錄
1. ↑  SeeSoldat.ru 的存檔，存档日期2008-05-05. - 請注意這包括白俄羅斯第2及第3方面軍的全部成員及波羅的海沿岸第1方面軍的部分單位
2. ↑  俄語：
3. ↑  俄語：)
4. ↑  Beevor, pp.29
5. ↑  Beevor, pp.27
6. ↑  Duffy, p.170
7. ↑  Duffy, p.171
8. ↑  Duffy, p.172
9. ↑  Duffy, p.173
10. ↑  Beevor, pp.49

## 附加參考
- Map of the Soviet Advance into East Prussia & Siege of Königsberg January 13 - May 9, 1945
- Otto Lasch, the commander of Festung Königsberg, wrote a book covering the siege, So fiel Königsberg (英語：Thus fell Königsberg)(Motorbuch Verlag, 2002, ISBN 978-3613022072); originally published in 1958
- Russian authors Aleksandr Solzhenitsyn and Lev Kopelev wrote of their experiences in East Prussia during the offensive; the former in Prussian Nights, the latter in his book To Be Preserved Forever (俄語：Хранить вечно) (English translation by A. Austin, Lippincott, 1977, ISBN 978-0397011407)
- Alexander Vasilevsky covers his role in the offensive in his memoirs, translated as A Lifelong Cause (translation by J. Riordan, Progress, 1981)